# The Dying Night
"The Dying Night" (Sfârșitul nopții) este o povestirea științifico-fantastică polițistă de Isaac Asimov. Povestirea a apărut inițial în numărul din iulie 1956 al The Magazine of Fantasy & Science Fiction și a reapărut în colecțiile Întrebarea finală (Nine Tomorrows) (1959), Asimov's Mysteries (1968) și The Best of Isaac Asimov (1973).  "The Dying Night" este a treia povestire a lui Asimov din seria Wendell Urth. Wendell Urth este un expert în viață extraterestră care ajută poliția în cazurile mai ciudate.

## Sinopsis
Trei astronomi, care au lucrat pe Lună, Mercur și pe asteroidul Ceres, se întâlnesc pentru prima dată după zece ani la o convenție organizată pe Pământ. Ei se întâlnesc, de asemenea, cu un fost coleg de-al lor, Romero Villiers, care a trebuit să rămână pe Pământ din cauza unei boli. Villiers pretinde că a inventat un dispozitiv de teleportare în masă, dar moare în condiții suspecte înainte de a putea demonstra prietenilor săi că dispozitivul funcționează.
Un alt om de știință care a văzut aparatul suspectează că ucigașul lui Villiers este unul dintre colegii săi de clasă și începe să le pună întrebări acestora. În cursul anchetei sale, găsește pe pervazul unei ferestre o înregistrare fotografică a lui Villiers care descrie teoria care a dus la inventarea dispozitivului, dar constată că înregistrarea a fost distrusă prin expunerea la lumina soarelui.
Atunci când nu se poate afla care dintre suspecți este cel vinovat, este chemat Wendell Urth, un om de știință excentric, dar care a realizat câteva investigații ca detectiv cu succes. El îl identifică pe vinovat ca fiind astronomul care a fost pe Mercur. Cheia constă în ideea (care la momentul scrierii povestirii era considerată adevărată) că planeta Mercur ar arăta spre Soare o singură față. Vinovatul a ascuns filmul în ceea ce a crezut că ar fi un loc sigur, pentru că în subconștientul său considera că noaptea avea să dureze pentru totdeauna.
După ce povestirea a fost scrisă, s-a descoperit că rotația planetei Mercur nu lasă o emisferă a sa permanent în întuneric, astfel că Asimov s-a asigurat că acest lucru să fie prezentat atunci când povestirea a apărut în antologiile tipărite după această descoperire științifică.